# Oracle Enterprise Service Bus
Oracle Enterprise Service Bus — это основной компонент сервисно-ориентированной архитектуры (SOA) Oracle, которая обеспечивает слабосвязанный фреймворк для взаимного обмена сообщениями.
Служба ESB разрабатывается и конфигурируется при помощи среды Oracle JDeveloper и интерфейса Oracle ESB Control. После этого регистрируется на сервере ESB Server. ESB Server поддерживает мультибиндинг протоколов обмена сообщениями, включая HTTP/SOAP, JMS, JCA, WSIF и Java, включая синхронную/асинхронную, запрос/ответ или публикация/подписка модели. В настоящее время ESB Server не поддерживает Remote Method Invocation.
Не следует путать Oracle Enterprise Service Bus (ESB) и Oracle Service Bus (OSB). ESB была разработана Oracle. OSB, изначально известная как Aqualogic Service Bus, досталась в наследство Oracle при покупке BEA Systems. Оба продукта взаимозаменяемы.

## Компоненты
Oracle Enterprise Service Bus состоит из следующих компонентов:
- ESB Server
- Oracle ESB Control
- ESB Metadata Server
- Oracle JDeveloper

## Возможности
Функции интеграционного приложения Oracle Enterprise Service Bus разделяются на следующие категории:
- Возможности сервера
  - Подключение
    - Вызывающие сервисы SOAP
    - WSIF
    - Службы Adapter
      - Адаптер службы File/FTP
      - Адаптер службы Database
      - Адаптер службы JMS
      - Адаптер службы MQ
      - Адаптер службы AQ
      - Адаптер службы Oracle Applications (OA)
      - Заказной адаптер службы

  - Преобразование документов
  - Маршрутизация контента и заголовков
  - Тесная интеграция с Oracle BPEL Process Manager
- Возможности управления и мониторинга
  - ESB Control, центральная точка для метаданных и изменения конфигурации, которые вступают в силу немедленно
  - Визуальное представление службы точка-точка
  - Минимальный overhead на отслеживание и мониторинг сервисов точка-точка
  - Error Hospital — автоматизированные и ручные средства для индивидуального и массового повторов сообщений